# Botolakha
Botolakha is een bestuurslaag in het regentschap Noord-Nias van de provincie Noord-Sumatra, Indonesië. Botolakha telt 2711 inwoners (volkstelling 2010).